# Флаг Екатеринбурга
Флаг муниципального образования «город Екатеринбу́рг» составлен в соответствии с правилами и традициями геральдики и является официальным символом муниципального образования «город Екатеринбург», единства его территории, населения, исторической преемственности, достоинства, административного значения, а также прав органов местного самоуправления муниципального образования «город Екатеринбург» Свердловской области Российской Федерации.
Флаг утверждён 24 июня 2008 года и внесён в Государственный геральдический регистр Российской Федерации с присвоением регистрационного номера 4023.

## Описание
«Полотнище с соотношением ширины к длине 2:3, составленное тремя горизонтальными полосами жёлтого, зелёного и синего цветов, имеющими ширину 1/4, 1/2, и 1/4 соответственно. По центру зелёной полосы помещено изображение фигур герба муниципального образования „город Екатеринбург“, выполненное белым цветом — рудокопная шахта в виде колодезного сруба с воротом о двух рукоятках и плавильная печь с красным огнём внутри. Оборотная сторона полотнища зеркально воспроизводит лицевую сторону».

## Обоснование символики
Символика флага Екатеринбурга воспроизводит символику герба муниципального образования «город Екатеринбург».
Изумрудная зелень — исторический территориальный цвет Урала. Рудокопная шахта и плавильная печь символизируют Екатеринбург как промышленно развитый город с высоким научно-техническим и культурным потенциалом.
Жёлтая полоса флага символизирует Уральские горы, соединившие Европу и Азию, их красоту, величие, богатство их недр.
Синяя полоса в нижней части флага — это река Исеть, соединяющая Европу и Азию, историю и современность. Полосы синего и жёлтого цветов символизируют Европу и Азию соответственно, а также уникальное географическое положение Екатеринбурга — на границе двух частей света.